# Feel on Baby
«Feel on Baby» —en español: «Siente nena»— es una canción de la banda británica The Rolling Stones, incluida en su disco editado el 7 de noviembre de 1983.

## Historia
Escrita por Mick Jagger y Keith Richards es una canción inspirada en el reggae, que contó con la participación de músicos de sesión especializados en ese género como los jamaiquinos Robbie Shakespeare, quien tocó el bajo, y Sly Dunbar, que aportó la percusión. Anteriormente habían trabajado con artistas de la talla de Bob Dylan y Grace Slick, entre otros. Por otra parte, músicos de Senegal (Moustapha Cisse y Brahms Coundoul) fueron contratados para aportar la percusión.
La canción fue grabada entre los meses de mayo y junio de 1983, en los estudios Pathé Marconi de París y en los estudios The Hit Factory de Nueva York. Contó con la producción de The Glimmer Twins y Chris Kimsey.
«Feel on Baby» nunca ha sido interpretada en vivo, ni ha sido incluida en ningún álbum recopilatorio de la banda. Una versión instrumental de «Feel on Baby»  fue incluida como lado B del sencillo «Undercover of the Night» de 12 pulgadas.

## Personal
Acreditado:
- Mick Jagger: voz, armónica, coros.
- Keith Richards: guitarra eléctrica, coros.
- Ron Wood: guitarra eléctrica.
- Charlie Watts: batería.
- Chuck Leavell: teclados.
- Robbie Shakespeare: bajo.
- Sly Dunbar: percusión.
- Martin Ditcham: percusión.
- Moustapha Cisse: percusión.
- Brahms Coundoul: percusión.